# Les Chemins de ma maison
Albums de Céline Dion
Tellement j'ai d'amour…
(1982) Du soleil au cœur
(1983)
Singles
1. Mon ami m'a quittée
Sortie : septembre 1983
2. Ne me plaignez pas
Sortie : 1984

Les Chemins de ma maison est le quatrième album de Céline Dion, sorti le 7 septembre 1983.

## Historique
Deuxième album de platine au Canada, Les chemins de ma maison permet à Céline Dion d'avoir vendu à l'âge de 15 ans plus de 250 000 albums cumulés au Québec. Distribué exclusivement au Québec, associé à une première tournée et à une émission télévisée spéciale, cet album consolide la carrière de la jeune chanteuse. En 1983, il est l'album le plus vendu toutes catégories au Québec. Le premier single Mon ami m'a quittée reste pendant neuf semaines au sommet des charts québécois. Le deuxième single, Ne me plaignez pas est une reprise en français de Please Don't Sympathise de Sheena Easton. Le parolier fétiche de Céline, Eddy Marnay, adapte la chanson en français.

## Liste des titres
| No  | Titre                    | Auteur                                            | Durée |
| --- | ------------------------ | ------------------------------------------------- | ----- |
| 1.  | Mon ami m'a quittée      | Eddy Marnay, Christian Loigerot, Thierry Geoffroy | 3:02  |
| 2.  | Toi sur ta montagne      | Marnay, Alain Noreau                              | 3:56  |
| 3.  | Ne me plaignez pas       | Marnay, Steve Thompson                            | 3:41  |
| 4.  | Vivre et donner          | Marnay, Ben Kaye                                  | 2:27  |
| 5.  | Mamy Blue                | Hubert Giraud                                     | 3:18  |
| 6.  | Du soleil au cœur        | Marnay, André Popp, Jean-Claude Massoulier        | 2:48  |
| 7.  | Et puis un jour          | Marnay, Noreau                                    | 3:11  |
| 8.  | Hello mister Sam         | Marnay, Loigerot, Geoffroy                        | 4:17  |
| 9.  | La dodo la do            | Marnay, Christian Gaubert                         | 3:03  |
| 10. | Les chemins de ma maison | Marnay, Patrick Lemaitre, Alain Bernard           | 4:02  |

## Dates de sortie
Canada : 7 septembre 1983 (165233 1 - LP / 1665233 4 - Cassette)

## Classement
- Canadian Albums Chart[1] :  Platine (150 000 ex[2].)

## Distinctions
- 1984 : Prix Félix de l'album de l'année et de l'interprète féminine de l'année